# Jacek Gaj
Jacek Gaj (ur. 4 czerwca 1938 w Krakowie, zm. 6 lutego 2021 tamże) – polski grafik, rysownik, profesor Akademii Sztuk Pięknych w Krakowie.

## Życiorys
Studiował na Wydziale Malarstwa i Grafiki ASP w Krakowie. Dyplom obronił w 1962 w pracowni prof. Mieczysława Wejmana i pracowni liternictwa prof. Adama Stalony-Dobrzańskiego. Artysta zajmował się grafiką i rysunkiem. Profesor zwyczajny na Wydziale Grafiki krakowskiej uczelni. Prowadził Pracownię Rysunku. W latach 1993–1996 dziekan Wydziału Grafiki. W 1993 odznaczony Krzyżem Kawalerskim Orderu Odrodzenia Polski.
Nagrody:
- 1966
  - Międzynarodowym Biennale Grafiki w Krakowie
- 1968
  - Międzynarodowym Biennale Grafiki w Krakowie
- 1970
  - Międzynarodowym Biennale w Buenos Aires
- 1973
  - VI Ogólnopolskiej Wystawie Grafiki w Warszawie
- 1978
  - Międzynarodowej Wystawie „Graphica Creativa” w Jyväskylä
- 1979
  - Triennale Malarstwa i Grafiki w Łodzi